# Setaphis mollis
Setaphis mollis är en spindelart som först beskrevs av O. Pickard-Cambridge 1874.  Setaphis mollis ingår i släktet Setaphis och familjen plattbuksspindlar. Inga underarter finns listade i Catalogue of Life.